# Har Seguv
Har Seguv är ett berg på gränsen mellan Egypten och Israel.   Det ligger i guvernementet Sina ash-Shamaliyya, i den nordöstra delen av landet, 300 km öster om huvudstaden Kairo.